# Iefim Telepnev
Prince Iefim Grigorievitch Telepnev est un homme politique russe. Sous le règne de Michel III de Russie, il fut conseiller au Prikaze Posolsky (conseiller au département de la diplomatie russe) de 1626 à 1630.
Il semble qu'au milieu du XVIIe siècle, le prince Iefim Grigorievitch Telepnev fut propriétaire de la ville de Kotelniki. Sur l'ordre d'Ivan IV de Russie, l'un de ses ascendants fut empalé le 25 juillet 1570.